# Notre-Dame-de-Riez

Notre-Dame-de-Riez este o comună în departamentul Vendée, Franța. În 2009 avea o populație de 1,925 de locuitori.